# Víctor Sandoval (presentador)
Víctor Gregorio Díaz Novillo, más conocido como    Víctor Sandoval (Madrid, 16 de enero de 1967) es un presentador y colaborador de televisión español.

## Vida personal
Hijo de Raimundo Díaz Loarce (23 de enero de 1925 - 26 de febrero de 2020) y Ascensión Novillo Franco (26 de mayo de 1927 - 2 de mayo de 2020). Sus hermanos son Raimundo y María de la Paz.
En 2006 se casa con su novio Nacho Polo tras 11 años de relación. A partir de 2010, el matrimonio sufre un deterioro que acaba en divorcio en 2013.

## Biografía
En la década de 1980 siguió estudios de interpretación junto a Cristina Rota y pronto debutó tanto en teatro como en cine. Sobre las tablas participa en el montaje de Hermano Hombre, Joaquín Grau Martínez, junto a Juan Carlos Naya en el Teatro Reina Victoria de Madrid y en la gran pantalla interviene en el título Sangre y Arena, protagonizado por Sharon Stone.
En 1990 debuta como cantante y llega a actuar como telonero de Fangoria, pero su primer disco Frío control no lo grabó hasta 1993, producido por la propia Fangoria y Big Toxic, fue editado en el propio sello discográfico de Víctor Sandoval, las Grabaciones de La Máscara y fichando por la cadena Telecinco.
En 1994 da el salto a la televisión, al ser contratado como colaborador en el espacio de Telecinco ¿De qué parte estás?, de José María Íñigo. Finalizaba de ese modo su carrera como cantante y actor y se iniciaba en el mundo de los medios de comunicación.
Finalizado el programa, Víctor aprovecha su popularidad para desarrollar diferentes actividades como relaciones públicas, hasta que en 1998 es fichado por la productora Martingala, para trabajar junto a Ana Rosa Quintana, en el magacín de televisión Sabor a ti de Antena 3, donde realizó diferentes trabajos desde Londres, Milán, Cuba... así como reportajes diarios de crónica social.
En el verano de 1999 es contratado por la cadena de televisión Telemadrid para presentar el magazín vespertino Mamma mía, que condujo hasta junio de 2004, junto a sucesivamente Francine Gálvez (1999-2000), Pilar Soto (septiembre de 2000-mayo de 2001) y Patricia Pérez (mayo de 2001-junio de 2004). En 2000 presenta también el semanal Macumba TeVe con Francine Gálvez en la misma cadena autonómica.
Paralelamente, y durante dos años, colabora semanalmente en programa de radio La mañana de la COPE, dirigido y presentado por Luis Herrero y seguidamente, en la misma emisora Al tran tran, de José Antonio Abellán, en el que con Carmen Jara se encarga de dar un repaso al panorama social español en clave de humor.
Entre 2001 y 2004 compagina su trabajo en Telemadrid y la Cadena COPE con colaboraciones en el programa Día a día en Telecinco, en el que conduce una sección llamada El Corrillo y presenta los concursos junto a Rocío Carrasco.
A principios del 2004 Víctor fue uno de los actores que participaron en la décima etapa del concurso Un, dos, tres,...¡a leer esta vez!, realizado y dirigido por Chicho Ibáñez Serrador.
En marzo de 2004 publica su primer libro, Consejos de Víctor Sandoval a las mujeres para seducir a los hombres], editado por La Esfera de los Libros y dentro de la colección sonrisas y páginas.
Finalizada su etapa en Telemadrid, es contratado, junto a Patricia Pérez por Antena 3, para presentar dentro del magazín A la carta (2004), la sección A quien le importa, de corte similar al Mamma mia de Telemadrid.
Dentro de la cadena también colabora en los resúmenes diarios de Aventura en África y en el magazín vespertino La buena onda de la tarde (2005).
Tras finalizar su relación con Antena 3 Televisión, se traslada a Estados Unidos, fijando su residencia en Miami y colabora en diferentes programas de televisión, además de empezar nuevos proyectos, el más importante junto a la actriz mexicana Susana Dosamantes (madre de Paulina Rubio).
En 2006 regresa a España y retoma El programa de verano, y entre diciembre de 2006 y febrero de 2007, además, el espacio Aquí hay tomate Weekend, junto a Cristina Sala y Carmen Alcayde versión sabatina de Aquí hay tomate, en el que a su vez sustituye, en compañía de Francine Gálvez, y durante los veranos de 2006 y 2007 a Jorge Javier Vázquez.
En 2008 se instala de nuevo en Estados Unidos, donde colabora con María Antonieta Collins en el programa Cada Día de Telemundo, y eventualmente colaborando para Telecinco como corresponsal en programas como Sálvame y La noria.
En 2009 regresa a Miami, donde ya había estado viviendo junto a su marido, para colaborar en el programa Cada Día de Telemundo y también colabora eventualmente como corresponsal en programa como La noria y Sálvame hasta que entre 2010 y 2013 empieza a colaborar con más asiduidad en este último. 2010 fue el año que marcó el declive de Víctor, ya que tuvo que regresar a España para curarse a través de la sanidad pública de una picadura de araña. Esta etapa profesional coincide con su divorcio con el diseñador Nacho Polo a quien le dedicó una canción conocida como Nachopolízate.
A mediados de noviembre de 2009 se incorpora junto a Gema López, a la sección Tal Cual Exprés, del programa presentado por Cristina Lasvignes, Tal cual lo contamos, en Antena 3. En enero de 2010 comienza desde Estados Unidos una nueva etapa con Antena 3 Televisión de España, realizando para el mismo programa Tal cual lo contamos, una sección fija de actualidad americana llamada Conexión Miami. Pocas semanas después sufre en Miami la picadura de una araña, casi mortal, tras lo cual regresa a España, reincorporándose a Tal cual lo contamos, hasta el verano de ese mismo año.
A finales de ese 2010, y hasta 2013, empieza a colaborar con asiduidad en el programa de crónica social Sálvame de Telecinco, coincidiendo con su divorcio del diseñador Nacho Polo.
Aprovechando esa circunstancia, lanza en agosto de 2011 el tema musical Nachopolizate, una parodia dedicada a su exmarido.
En 2012 comienza a trabajar como relaciones públicas de la Discoteca Sweet Pacha Sitges.
A principios de 2015 participa en el reality show Gran Hermano VIP de Telecinco, junto a otros famosos como Belén Esteban, Kiko Rivera u Ylenia Padilla. Fue expulsado por la audiencia con un 67,2% de los votos, durando 32 días y resultando ser el cuarto expulsado por la audiencia y el sexto eliminado ya que anteriormente hubo un abandono (Kiko Rivera) y una expulsión disciplinaria (Los Chunguitos). En el verano de 2015 lanza un nuevo sencillo, "Sandovalízate". A partir del 19 de julio se convierte en comentarista y jurado del concursa Pasaporte a la isla de Telecinco.
En 2016, se convierte en concursante de Supervivientes junto a famosos como Mila Ximénez, Yurena, Yola Berrocal entre otros. Finalmente, tras 49 días en el concurso se convierte en el 6.º expulsado de la edición.
Tras Supervivientes, se convierte en asesor del amor en "Mujeres y Hombres y Viceversa" en Telecinco hasta finales de 2016.
Una vez terminada su colaboración en Mujeres y Hombres se incorpora a la nueva etapa de "Más que coches" con una sección de humor, como probador de coches y colabora con María Teresa Campos en "Que tiempo tan Feliz", siempre en Mediaset.
En enero de 2017 se incorpora como miembro del Universo Vip, al debate semanal de GH VIP 5 en Telecinco, los domingos en prime time, presentado por Sandra Barneda.
En 2018 colabora en Tierra de Nadie, debate de Supervivientes 2018, los martes en prime time de Telecinco, y en marzo de 2018 se incorporó como colaborador fijo en Deluxe.
En 2017 la expareja tenía una última cita en los juzgados para poner fin a una de las etapas más duras delo laborados. Sin embargo, el decorador no se presentó al juicio haciendo que la causa siga abierta.
En abril de 2019, Víctor Sandoval participó en un breve reality junto a sus compañeros de Sálvame llamado Sálvame Okupa en la casa de Guadalix. El programa duró tan solo 4 días, desde la final de Gran Hermano Dúo hasta el inicio de Supervivientes 2019. El colaborador, al igual que el resto de concursantes obtuvo por participar en este concurso 8.000 euros, además de los 6.000 euros en los que estaba valorado el maletín.
Tras el final de Sálvame y de su derivado Deluxe, dio el salto a la plataforma Netflix junto a parte de sus compañeros de programa en el docu-reality Sálvese quien pueda.
El 15 de mayo de 2024, comenzó a colaborar en Ni que fuéramos Shhh, un espacio de entretenimiento y crónica social, emitido en directo en Ten (canal de televisión) y Canal Quickie a través de las redes sociales y plataformas de streaming.

## Trayectoria en televisión

### Colaborador de televisión
| Año                  | Título                                  | Notas                                                                                                | Cadena           | Logo |
| -------------------- | --------------------------------------- | --- | ---------------- | ---- |
| 1994-1995            | ¿De qué parte estás?                    | Colaborador                                                                                          | Telecinco        |      |
| 1997-1998            | Con T de tarde                          | Colaborador                                                                                          | Telemadrid       |      |
| 1998-1999            | Sabor a ti                              | Reportero                                                                                            | Antena 3         |      |
| 1999-2004            | Mamma mía                               | Presentador junto a Francine Gálvez (1999-2000), Pilar Soto (2000-2001) y Patricia Pérez (2001-2004) | Telemadrid       |      |
| 2000                 | Macumba TeVe                            | Presentador junto a Francine Gálvez                                                                  | Telemadrid       |      |
| 2002-2003            | Xanadú                                  | Presentador de 4 especiales junto a Patricia Pérez                                                   | Telemadrid       |      |
| 2001-2004            | Día a Día                               | Colaborador                                                                                          | Telecinco        |      |
| 2004                 | Mirando al Mar                          | Colaborador                                                                                          | Antena 3         |      |
| 2004                 | A la carta                              | Presentador junto a Patricia Pérez de la sección A quién le importa                                  | Antena 3         |      |
| 2005                 | La buena onda de la tarde               | Colaborador                                                                                          | Antena 3         |      |
| 2006                 | Supervivientes                          | Colaborador debate                                                                                   | Telecinco        |      |
| 2006-2007            | Aqui hay tomate                         | Presentador junto a Francine Gálvez                                                                  | Telecinco        |      |
| 2006                 | Oh la la                                | Presentador                                                                                          | Onda 6           |      |
| 2007                 | Amor, Amor                              | Colaborador                                                                                          | Univisión        |      |
| 2008                 | Horizon in the nigth                    | Colaborador                                                                                          | Telemundo        |      |
| 2008                 | 12 corazones de Miami                   | Colaborador                                                                                          | Telemundo        |      |
| 2008-2009            | Cada día                                | Colaborador                                                                                          | Telemundo        |      |
| 2008                 | La Noria                                | Colaborador, eventual                                                                                | Telecinco        |      |
| 2009-2010            | Tal cual lo contamos                    | Colaborador y Reportero. Copresentador edición Express                                               | Antena 3         |      |
| 2010-2016; 2018-2023 | Sálvame                                 | Colaborador                                                                                          | Telecinco        |      |
| 2010-2023            | Deluxe                                  | Colaborador                                                                                          | Telecinco        |      |
| 2013                 | Campamento de verano                    | Explorador eventual                                                                                  | Telecinco        |      |
| 2015                 | Gran Hermano VIP 3                      | Concursante - 4.º Expulsado                                                                          | Telecinco        |      |
| 2015                 | Alaska y Mario                          | Invitado (1 ocasión)                                                                                 | MTV              |      |
| 2015                 | Pasaporte a la isla                     | Jurado                                                                                               | Telecinco        |      |
| 2016                 | Mamma Mia Superkaraoke                  | Presentador                                                                                          | Telemadrid       |      |
| 2016                 | Gran Hermano VIP 4                      | Colaborador                                                                                          | Telecinco        |      |
| 2016                 | Supervivientes                          | Concursante - 6.º Expulsado                                                                          | Telecinco        |      |
| 2016                 | Mujeres y hombres y viceversa           | Asesor                                                                                               | Telecinco        |      |
| 2016-2017            | Más que coches                          | Sección de humor                                                                                     | Telecinco        |      |
| 2017                 | Gran Hermano VIP 5                      | Colaborador                                                                                          | Telecinco        |      |
| 2017                 | Supervivientes                          | Colaborador                                                                                          | Telecinco        |      |
| 2019                 | Sálvame Okupa                           | Concursante - Ganador                                                                                | Telecinco        |      |
| 2020                 | Ven a cenar conmigo: Gourmet edition    | Concursante - 3.er clasificado                                                                       | Telecinco        |      |
| 2020                 | La última cena                          | Concursante - 2.º finalista                                                                          | Telecinco        |      |
| 2020                 | La casa fuerte                          | Colaborador                                                                                          | Telecinco        |      |
| 2022                 | Secret Story: La Casa de los Secretos 2 | Invitado                                                                                             | Telecinco        |      |
| 2022                 | Sálvame Mediafest                       | Participante                                                                                         | Telecinco        |      |
| 2023                 | Mediafest Night Fever                   | Participante                                                                                         | Telecinco        |      |
| 2023-2024            | Sálvese quien pueda                     | Participante                                                                                         | Netflix          |      |
| 2024                 | Querido hater                           | Invitado                                                                                             | Podimo           |      |
| 2024-2025            | Ni que fuéramos Shhh                    | Colaborador / Reportero                                                                              | Canal QuickieTen |      |
| 2025                 | Bake Off: Famosos al horno              | Concursante - 8.º Expulsado                                                                          | La 1             |      |
| 2025                 | D Corazón                               | Colaborador invitado                                                                                 | La 1             |      |
| 2025                 | Mañaneros                               | Invitado                                                                                             | La 1             |      |
| 2025                 | La familia de la tele                   | Colaborador                                                                                          | La 1             |      |

### Actor
- Película; Sangre y arena (TVE, 1989). Romay.
- Telenovela; La verdad de Laura (TVE, 2002) Raúl.
- Programa;  Un, dos, tres... a leer esta vez (TVE, 2004). Varios personajes.
- Webserie; Mis exnovias (YouTube, 2013). Él mismo
- Película; Torrente 5: Operación Eurovegas (Atresmedia Cine, 2014). Vigilante de seguridad